# 結腸

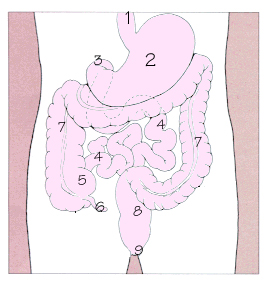
1.食道 2.胃 3.十二指腸 4.小腸 5.盲腸 6.虫垂 7.結腸 8.直腸 9.肛門

1.上行結腸、2.横行結腸、3.下行結腸、4.S状結腸

結腸（けっちょう、英: colon）とは、大腸のうち右腸骨窩から仙骨上端までの部分である。結腸はさらに上行結腸（盲腸から右結腸曲）、横行結腸（右結腸曲から左結腸曲）、下行結腸（左結腸曲から左腸骨窩）、S状結腸（左腸骨窩から直腸上端、シグモイドに由来する名称）に区別される。長さは、上行結腸は約20 cm、横行結腸は50 cm、下行結腸は25 cm、S状結腸は45 cmである。
結腸は消化管で吸収利用されなかった食物の残渣を貯蔵する器官である。

## 結腸の解剖
結腸は他の大腸と同じく「粘膜」「筋層」「漿膜」の3層より構成される。筋層は消化管では2層に分かれ、内側が輪走、外側が縦走であるのが一般的であるが、結腸では外側の縦走筋が3箇所に集まって結腸ひもをなしている。これは手術などで小腸と結腸を区別するのに重要な目安となる。結腸ひもはそれぞれ名称がついており、前壁のものは大網ひも、後壁のものは間膜ひもと自由ひもと呼ばれる。また、大網ひもと自由ひものところで結腸の表面の腹膜に脂肪組織が集積して、黄色で葉状の腹膜垂と呼ばれる組織が存在することも結腸の特色のひとつである。
結腸を栄養する血管は大きく2つに分けられる。上行結腸は右結腸動脈と回結腸動脈、横行結腸は中結腸動脈、下行結腸は左結腸動脈、S状結腸はS状結腸動脈が栄養しているが、このうち回結腸動脈、右結腸動脈、中結腸動脈の右枝は上腸間膜動脈から分枝し中結腸動脈の左枝、左結腸動脈、S状結腸動脈は下腸間膜動脈から分枝する。静脈は同名の静脈から門脈に入る。
女性の結腸は男性の結腸より10cm長い